# 七佑

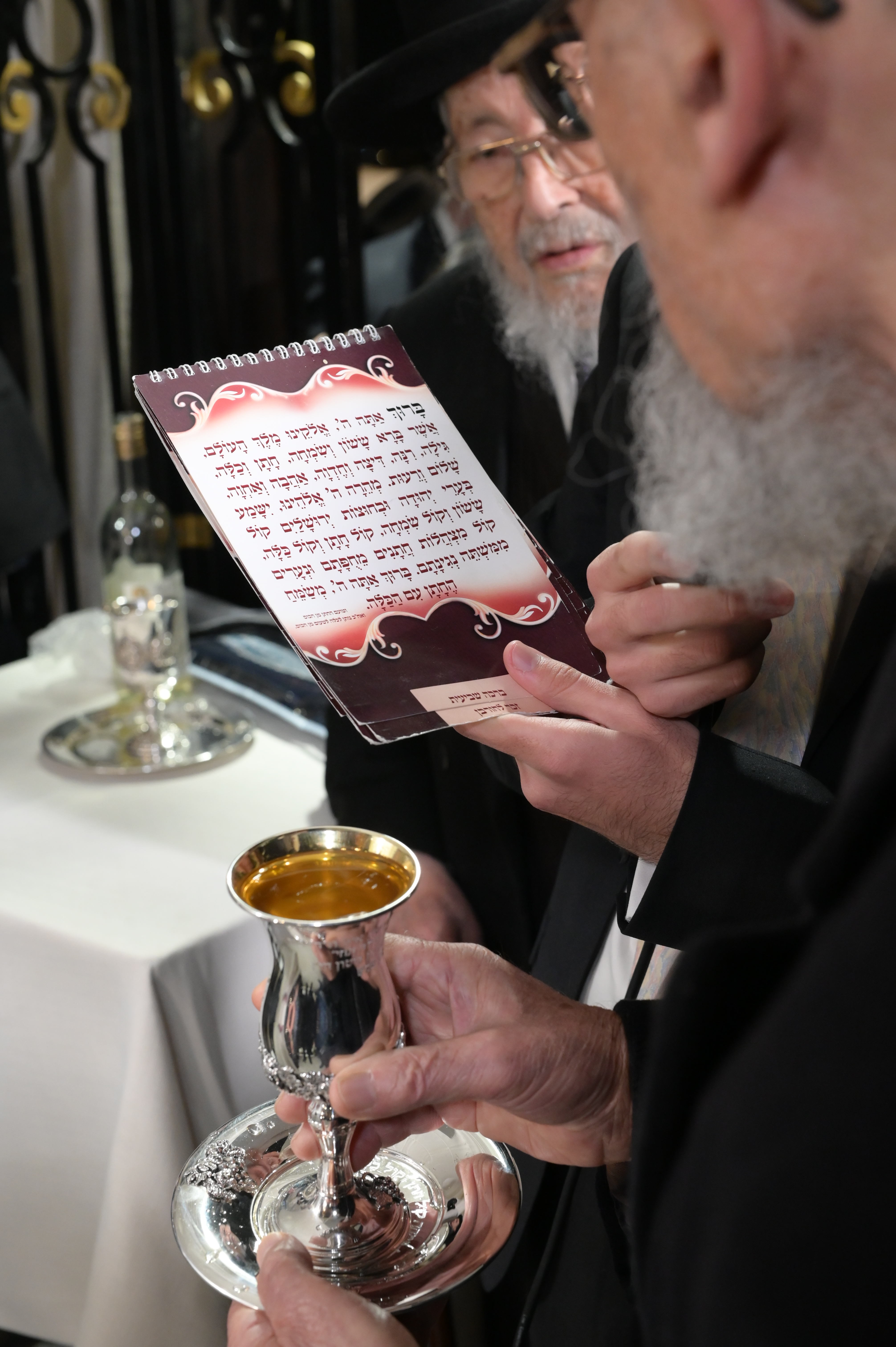

七佑（羅馬化：sheva brachot），在《哈拉卡》中也被称为婚祝（羅馬化：birkot nissuin），是犹太夫妇在婚礼上诵读的祷词。犹太婚礼分为两个阶段：订婚（erusin）和成婚（nissuin）。历史上这两个仪式之间通常会间隔一年，但在这两个仪式当代犹太人的婚礼中被合并在了一起。尽管七佑被作为一个整体来记录和诵读，但这些词句实际上是源自圣经的拼凑。目前尚不清楚是谁以《塔木德》中记载的的形式创作了这些祝词，但其很可能起源于它们被收录到《克图伯》（Ketubot）婚约前的几个世纪。